# Panna Rittikrai
Panna Rittikrai (en thai :  พันนา ฤทธิไกร), né le 17 février 1961 à Khon Kaen et mort à Bangkok le 20 juillet 2014 (à 53 ans), est un chorégraphe spécialisé dans les arts martiaux, cascadeur, réalisateur et acteur thaïlandais. 
Considéré comme le mentor de l'acteur Tony Jaa, il est devenu célèbre en 2003 grâce au film de notoriété internationale Ong-Bak.

## Biographie
De son nom de naissance Krittiya Lardphanna, natif du petit village de Khon Kaen, il est fasciné par les films d'arts martiaux dès son plus jeune âge. 
Durant ses années d'études, il forme sa propre équipe de cascadeurs, Seng Stunt Team, composée de vingt membres. Il se met à réaliser des films d'action au milieu des années 1980, inspiré par les chorégraphies de combat dans les films de Jackie Chan, Bruce Lee et de la saga cinématographique de James Bond. Parmi les acteurs et cascadeurs présents dans son équipe, figurent Tony Jaa, Dan Chupong et Kawee Sirikhanaerat. Son premier film, Gerd Ma Lui (en anglais Born to Fight), sort en 1986. Un remake sera réalisé en 2004. Adepte de cascades, il apparaît comme acteur et cascadeur dans près de 50 films.
Au milieu des années 1980, Panna Rittikrai est encouragé à exercer son métier par Kom Akkadej de la société Coliseum Film (Sue Pukao, Petch Tud Yok et Payak Yikae) auprès duquel il apprend beaucoup sur la mise en scène, comment découper une scène de combat et rattraper les insuffisances physiques des acteurs par une multiplication des angles de vues. Il apprécie alors les films de la société Santi Sucha Cinema qui, avec les réalisateurs Visan Santisucha, Porn Paijoj et Jaran Promrangsi, tourne de bons films d'action et westerns comme Kom Diew, Lek Lai et Chum Pae avec explosions dans les montagnes et maisons en feu très prisées à cette époque ; et où les acteurs tombent à la renverse en cassant des tables dans leur chute et que leurs adversaires achèvent en sautant sur leur ventre.
En 2003, le film Ong-Bak lui vaut une renommée internationale. Le héros du film, incarné par Tony Jaa, popularise le Muay Boran, un style de combat thaïlandais, tout en effectuant ses cascades sans assistance ni trucages.  
Face au succès de ce premier opus, il réalise deux suites, Ong-bak 2 : La Naissance du dragon, sorti en 2008 et Ong-bak 3 : L'Ultime Combat en 2010. De même, il co-réalise L'Honneur du dragon 2 avec Prachya Pinkaew en 2013, toujours en collaboration avec son acteur fétiche, Tony Jaa. 
Soigné pour une maladie hépatique en novembre 2013, il décède le 20 juillet 2014 à l'hôpital Ladprao de Bangkok de complications liées à sa maladie, âgé de 53 ans. 

## Comme acteur
- 1982 : Ai Phang RFT (ไอ้ ผาง ร.ฟ.ท.)
- 1983 : Dragon Killer (พยัคฆ์ ยี่เก)
- 1986 : Gerd Ma Lui (เกิด มา ลุย)
- 1986 : Chantez Wing Lui (ซิ่ง วิ่ง ลุย)
- 1987 : Plook Mun Kuen Ma Kah (ปลุก มัน ขึ้น มา ฆ่า)
- 1987 : Kah Jah Yai Krai Yah Kwang (ข้า จะ ใหญ่ ใคร อย่า ขวาง - AKA 2 Nuk Poo Soo Ying Yai)
- 1987 : Gerd Ma Lui 2 (เกิด มา ลุย ภาค 2)
- 1988 : Petch Lui Plerng (เพชร ลุย เพลิง)
- 1988 : Khon Hin Jorm Torrahod (คน หิน จอม ทรหด)
- 1988 : Mission Hunter (เพชร ฆาต เดน สงคราม)
- 1989 : Plook Mun Kuen Ma Kah 2 (ปลุก มัน ขึ้น มา ฆ่า 2)
- 1989 : Soo Lui Laek (สู้ ลุย แหลก)
- 1989 : Hod Tarm Kheew (โหด ตาม คิว - AKA Huk Lhiem Torrachon)
- 1989 : Hod Tarm Sung (โหด ตาม สั่ง)
- 1989 : Fer Anges 3 (天使行動III魔女末日- film hongkongais)
- 1990 : Gerd Ma Lui 3 (เกิด มา ลุย 3 อัด เต็ม พิกัด)
- 1990 : Tee Yai 2 (ตี๋ ใหญ่ 2)
- 1990 : Kong remous Tooan (กองทัพ เถื่อน)
- 1990 : Plook Mun Kuen Ma Kah 3 (ปลุก มัน ขึ้น มา ฆ่า 3 ตอน จ๊ะเอ๋ ผี หัวขาด)
- 1990 : Black Killer (เพชฌฆาต ดำ)
- 1990 : Tooan Ad Dib (เถื่อน อัด ดิบ)
- 1990 : Taban Plung (ตะบัน เพลิง)
- 1990 : Hin Tud Lhek (หิน ตัด เหล็ก)
- 1990 : Ai Petch Bor Kor Sor (ไอ้ เพชร บ.ข.ส.)
- 1991 : Payuk Chiang Rai Choon (พยัคฆ์ ร้าย เซี่ ยง ชุน)
- 1991 : Lui Talu Fah (ลุย ทะลุ ฟ้า)
- 1991 : Paen Kab Dak (แผน กับ ดัก)
- 1991 : Gun of God (เจ้า ทรง ปืน)
- 1991 : Sing Nua Sua Isaan (สิงห์ เหนือ เสือ อีสาน)
- 1991 : Pee Nuk Rong Nong Nuk Leng (พี่ นัก ร้อง น้อง นักเลง)
- 1991 : Plook Mun Kuen Mah Fad Phee Kad (ปลุก มัน ขึ้น มา ฟัด ผี กัด - aka Awakened Zombie Battles)
- 1991 : Song Kram Phee (สงคราม ผี - Aka War Ghost)
- 1992 : Peen Gleaw (ปีนเกลียว)
- 1992 : Ai Petch Bor Kor Sor 2 (ไอ้ เพชร บ.ข.ส. 2)
- 1992 : Tayard .. Ai Phang RFT (ทายาท .. ไอ้ ผาง ร.ฟ.ท.)
- 1992 : Pong Pong Chung (โป้ง โป้ง ชึ่ ง)
- 1992 : Ling Lark Harng Ai Charng Teeb (ลิง ลาก หาง ไอ้ ช้าง ถีบ)
- 1992 : Hod Lah Hin (โหด ล่า หิน)
- 1992 : Singh Siam (สิงห์ สยาม)
- 1993 : Kuan Ouy (กวน โอ๊ย)
- 1993 : Tood Mor Rana (ทูต มรณะ)
- 1993 : Tiger Hill (ยอด คน เสือ ภูเขา - Yord Khon Sua Poo Khao)
- 1994 : Black Killer 2 (เพชฌฆาต ดำ 2)
- 1994 : Nuk Leng Klong Yao (นักเลง กลอง ยาว)
- 1994 : Kuang Ther Mar Plon (ควง เธอ มา ปล้น)
- 1994 : Payuk Chiang Rai Choon 2 (พยัคฆ์ ร้าย เซี่ ยง ชุน 2)
- 1994 : Spirit Warrior (ปลุก มัน ขึ้น มา ฆ่า 4 / Plook Mun Kuen Ma Kah 4)
- 1995 : Kah Mar Kub Puen (ข้า มา กับ ปืน)
- 1995 : Esan Fighter (นัก สู้ เมือง อีสาน)
- 1995 : Peen Gleaw 2 (ปีนเกลียว 2)
- 1995 : Kong Tub Tooan 2 (กองทัพ เถื่อน 2)
- 1995 : Ath Laek Ai Petch Bor Kor Sor - Ai Phang RFT (อัด แหลก ไอ้ เพชร บ ข ส -.. ไอ้ ผาง ร ฟ ท)
- 1996 : Mue Prab Puen Hode (มือ ปราบ ปืน โหด- aka Hard Gun ; sorti en DVD en France en 2011 sous le titre : Muay Thai Assassin : le sang du dragon)
- 1996 : Kon Dib Lhek Nam Pee (คน ดิบ เหล็ก น้ำ พี้)
- 1996 : Mission Hunter 2 (เพชร ฆาต เดน สงคราม 2 - aka Battle Warrior)
- 1996 : Kon Look Tôong (ฅ น ลูกทุ่ง)
- 1997 : Puta Khatha Thalom Khon (ปู่ ตา คาถา ถล่ม คน)
- 1997 : Chiang Choon 3: Payuk Rai Krok Taek (เซี่ ยง ชุน 3 พยัคฆ์ ร้าย ครก แตก)
- 1997 : Peen Gleaw 3 (ปีนเกลียว 3)
- 2006 : Le Guerrier de Feu (ฅน ไฟ บิน)
- 2010 : Bangkok Knockout (โคตร สู้ โคตร โส)

## Comme réalisateur
- 1986 : Gerd Ma Lui (เกิดมาลุย)
- 1994 : Spirit Warrior (Plook Mun Kuen Ma Kah 4  / ปลุกมันขึ้นมาฆ่า 4 - aka Spirited Killer)
- 1994 : Nuk Leng Klong Yao (นักเลงกลองยาว)
- 1996 : Mue Prab Puen Hode (มือปราบปืนโหด - aka Hard Gun ; sorti en DVD en France en 2011 sous le titre : Muay Thai Assassin : le sang du dragon)
- 1996 : Kon Dib Lhek Nam Pee (คนดิบ เหล็กน้ำพี้)
- 2004 : The Bodyguard
- 2004 : Born to Fight
- 2008 : Ong-bak 2 : La Naissance du dragon
- 2010 : Ong-bak 3 : L'Ultime Combat
- 2010 : Bangkok Knockout (โคตรสู้ โคตรโส)[12]
- 2014 : Vengeance of an Assassin

## Comme chorégraphe d'arts martiaux
- 2001 : La Légende de Suriyothai (crédité Panna Ritthikrai)
- 2003 : Ong-Bak
- 2004 : Born to Fight
- 2005 : L'Honneur du dragon
- 2006 : Mercury Man
- 2008 : Ong-Bak 2 : La Naissance du dragon
- 2008 : Chocolate
- 2011 : L'Honneur du dragon 2
- 2011 : The Outrage[13]